# アニヴェルセル 東京ベイ

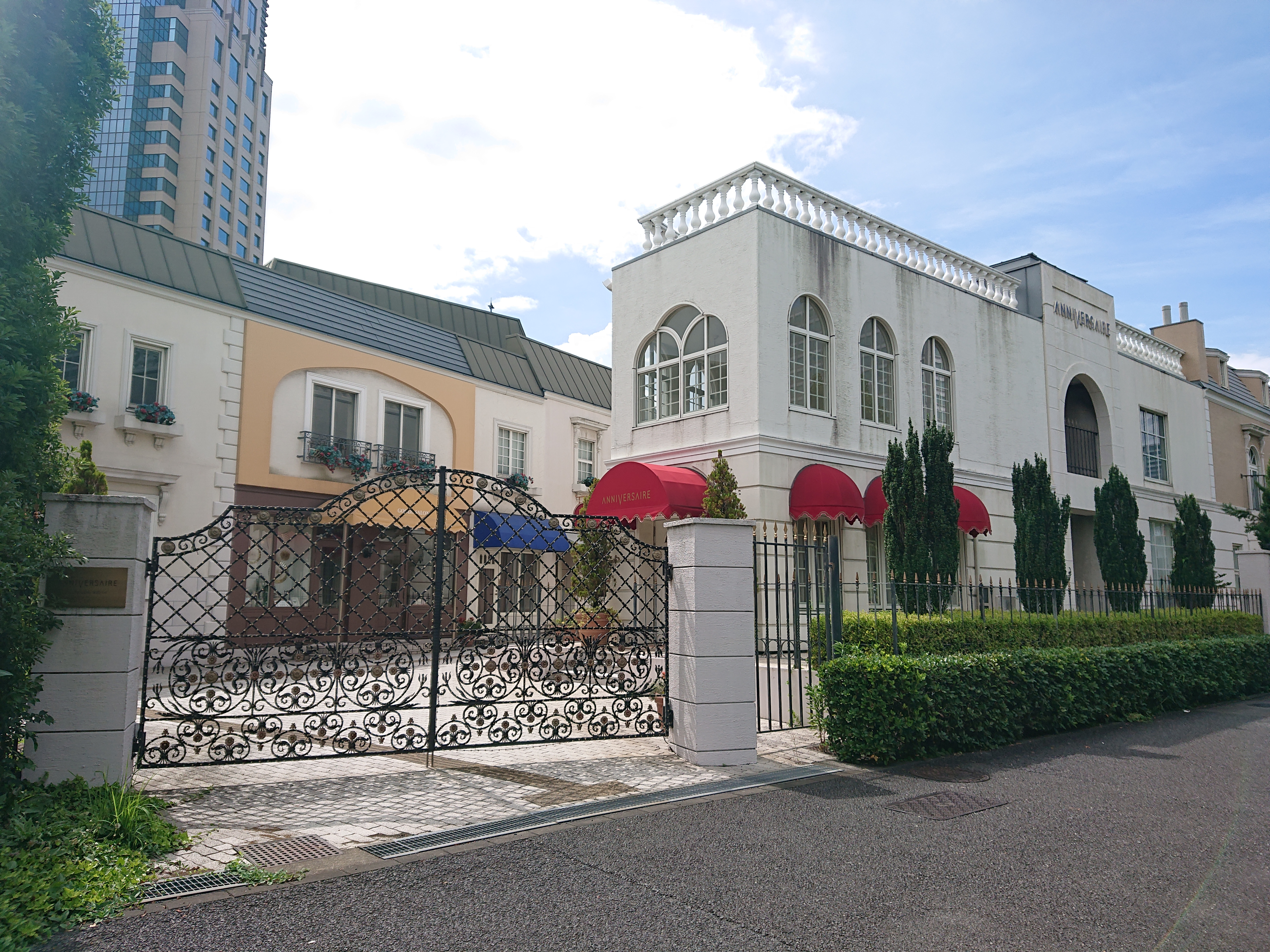
アニヴェルセル 東京ベイ

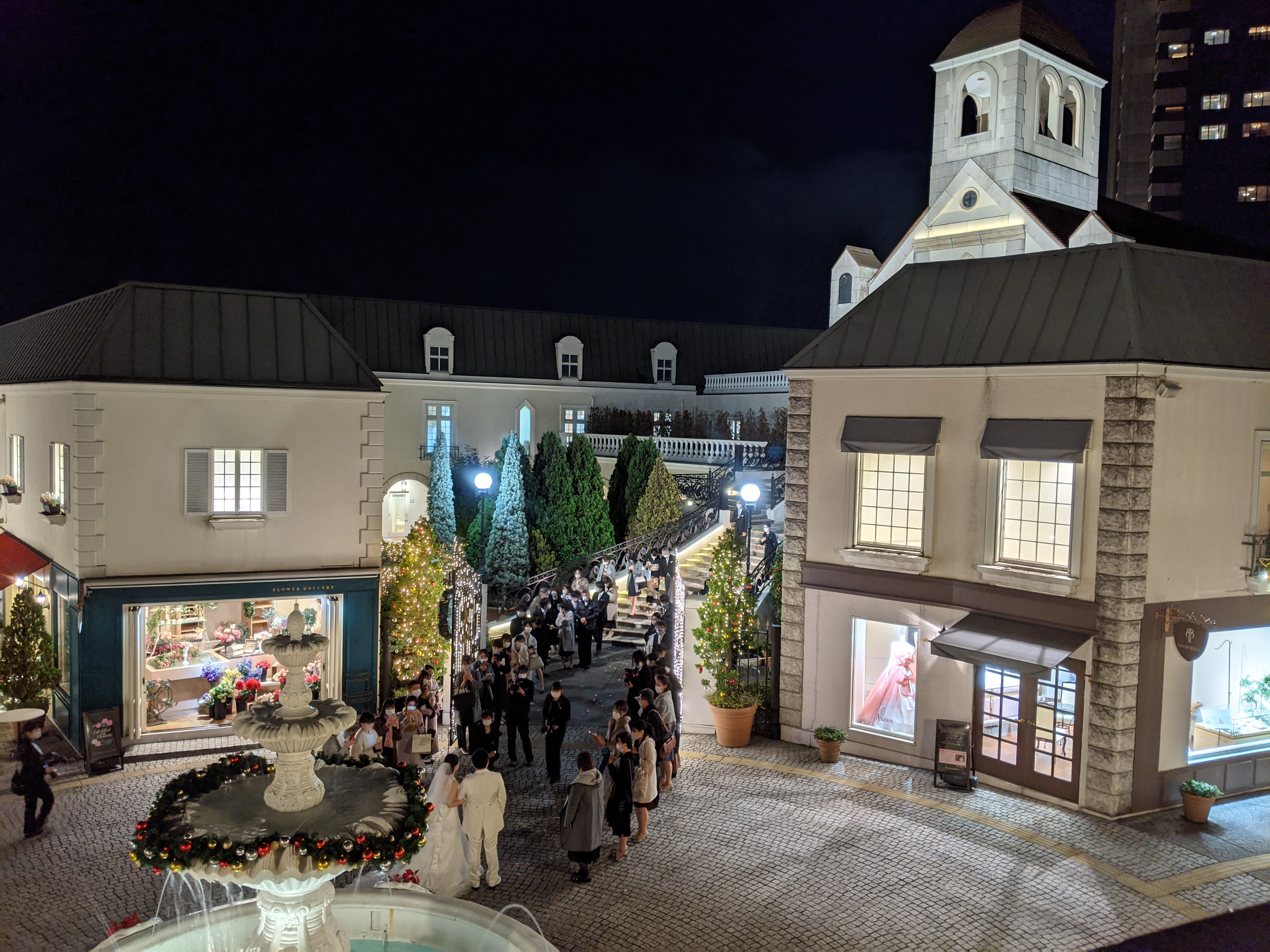
アニヴェルセル 東京ベイで結婚式

- アニヴェルセル > アニヴェルセル 東京ベイ
- 東京臨海副都心 > 有明 (江東区) > アニヴェルセル 東京ベイ

アニヴェルセル 東京ベイ（アニヴェルセル とうきょうベイ）は、東京都江東区有明三丁目にかつて存在した結婚式場・ショッピングモールである。運営はAOKIホールディングスの完全子会社であるアニヴェルセル。2002年4月27日オープン、暫定利用施設のため2021年9月5日をもって閉館した（後節参照）。
開業当時の名前は「パルティーレ東京ベイ ウエディングビレッジ&スクエア」。アニヴェルセルが旧社名・ラヴィスから改名したのに伴い、2011年1月に現名称に変更した。

## 概要
ウェディングビレッジには、庭付きの一軒家（フランス館、イタリア館、イギリス館）を貸し切り、ハウスウエディングができるようになっている。お台場で唯一のチャペルがある。
結婚を予定していない人も楽しめるスクエアには、ヨーロッパをイメージした街並みが広がり、入り口にはフランスのパリをイメージした凱旋門がある。また、スクエアにはウェディング関連のドレスサロンやカフェが建ち並ぶ。
営業時間は10時から20時（土日祝日は9時から20時）。定休日は火曜日。ウエディングビレッジ来館者専用駐車場有り。

### 施設の閉鎖と跡地開発
当式場は暫定利用施設（定期借地）のため、当初より本格開発が始まる前の期間限定の施設として運営されており、2021年9月5日をもって閉館した。跡地利用については東京都が2020年に新たな開発事業者の公募を行った結果、テレビ朝日が同地を購入し多目的ホールや集客施設（イベントスペース）、テレビスタジオなどからなる複合施設を建設することが同年12月25日に東京都港湾局より発表された。同施設「東京ドリームパーク」の事業開始は2026年春を予定している。

## アクセス
- ゆりかもめ東京ビッグサイト駅から徒歩3分。
- りんかい線国際展示場駅から徒歩7分。

## 周辺施設
- 東京ベイコート倶楽部 ホテル&スパリゾート
  - ホテルトラスティ東京ベイサイド
- シンボルプロムナード公園
- 東京臨海副都心
- 武蔵野大学有明キャンパス